# Hypoestes palawanensis
Hypoestes palawanensis är en akantusväxtart som beskrevs av C. B. Cl.. Hypoestes palawanensis ingår i släktet Hypoestes och familjen akantusväxter. Inga underarter finns listade i Catalogue of Life.